# Kommunarka (stanice metra v Moskvě)
Kommunarka (rusky Коммунарка) je stanice moskevského metra na Sokolničeské lince. Byla zprovozněna v rámci úseku Salarjevo - Kommunarka. Je pojmenována podle obce, která se nachází v bezprostřední blízkosti. Jedná se o zatím nejjižnější podzemní stanici moskevského metra.

## Charakter stanice
Stanice Kommunarka se nachází ve venkovském okresu Sosenskoje (Сосенское) v rámci Novomoskevského administrativního okruhu v bezprostřední blízkosti obce Kommunarka na území osady Stolbovo v blízkosti silnice Solncevo - Butovo - Varšavskoje šosse.
Stanice disponuje dvěma vestibuly, jeden z nich (severozápadní) je dočasně uzavřen. S jeho zprovozněním se počítá, až když bude dokončena a zprovozněna stejnojmenná stanice na Troické linkce, čímž vznikne na místě dopravní uzel. 
Stanice je laděna do odstínů bílé, šedé a béžové barvy. Stěny jsou obloženy metalokeramickými panely rubínově červené barvy. Sloupy stanice jsou obloženy mramorem a podlaha žulou.

## Perspektivy
Stanice je dočasnou konečnou Sokolničeské linky do doby, než bude zprovozněna stanice Potapovo. Zároveň se zprovozněním stejnojmenné stanice na Troické lince dojde k vytvoření dopravně přestupního uzlu Stolbovo. Ten bude zapojen do administrativně-obchodního centra v Kommunarce.